# Vladislav III de Valachie
Pour les articles homonymes, voir Vladislav III.
Vladislav III de Valachie est prince de Valachie en 1523, 1524 et 1525.

## Biographie
Vladislav III était un petit-fils de Vladislav II de Valachie, il tente de s'imposer avec l'appui des ottomans comme prince contre Radu V de la Afumați à trois reprises :
- d'avril au 8 novembre 1523.
- de juin à septembre 1524.
- du 19 avril à août 1525.

Il doit également lutter contre les puissants boyards de la famille Craiovescu et un autre prétendant Radu VI Bădica.

## Union et postérité
D'une épouse inconnue il a un fils et une fille :
- Moïse de Valachie, prince de Valachie ;
- Néagoslava, épouse Barbu Craiovescu jupan et mare ban de 1525 à 1529 tué le 29 août 1529.